# Ernst Sachs
Ernst Sachs, född 1867, död 1932, var en tysk industriman och grundare av Fichtel & Sachs.
Sachs utbildade sig till verktygsmakare och arbetade sedan som finmekaniker i Frankfurt am Main, där han bland annat lärde känna bröderna Opel. Han flyttade sedan till Schweinfurt där han gifte sig. 1894 anmälde han sitt första cykelnav-patent och ett år senare grundade han tillsammans med Karl Fichtel som finansiär Schweinfurter Präcisions-Kugellager-Werke Fichtel & Sachs. Sachs lyckades göra en rad framgångsrika vidareutvecklingar av cykelnav och 1903 anmälde han det klassiska Torpedonavet. 
Sachs blev efter Fichtels bortgång 1911 ensam ledare för företaget som hade 8000 anställda. Sachs investerade senare i utvecklingen av motorer, kopplingar och stötdämpare som underleverantör till fordonsindustrin som expanderade starkt. Ernst Sachs avled 1932 och hans arvtagare Willy Sachs tog över företaget. Ernst Sachs var farfar till Ernst Wilhelm Sachs och Gunter Sachs.